# Víctor Peralta
Victor Peralta (* 6. März 1908 in Buenos Aires; † 25. Dezember 1995) war ein argentinischer Boxer, der an den Olympischen Sommerspielen 1928 in Amsterdam teilnahm.
Er boxte im Federgewicht und erreichte die Silbermedaille. Seinen Finalkampf verlor er gegen Bep van Klaveren, aus den Niederlanden, nach Punkten.
Von 1929 bis 1936 war er Profiboxer.

## Resultate bei den Olympischen Sommerspielen 1928
- 1. Runde: Freilos
- 2. Runde Punktesieg über Georges Boireau (Frankreich)
- Halbfinale: Punktesieg über Lucian Biquet (Belgien)
- Finale: Niederlage nach Punkten gegen Bep van Klaveren (Niederlande)